# Hodgesia nigeriae
Hodgesia nigeriae är en tvåvingeart som beskrevs av Edwards 1930. Hodgesia nigeriae ingår i släktet Hodgesia och familjen stickmyggor. Inga underarter finns listade i Catalogue of Life.